# Arizonaspett
Arizonaspett (Leuconotopicus arizonae) är en fågel i familjen hackspettar inom ordningen hackspettartade fåglar.

## Utseende och läte
Arizonaspetten är en 18–20 cm lång hackspett, lik hårspetten men mindre och med kortare stjärt. Fjäderdräkten är karakteristisk, med helbrun ovansida, stor vit fläck på kinden samt streckad och bandad undersida. Hanen har en röd fläck i nacken.

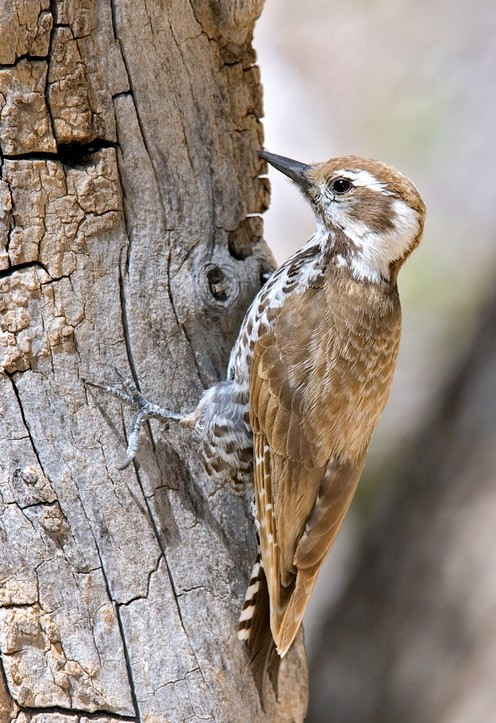
Hona.

Nära släktingen vulkanspetten, tidigare behandlad som en underart, är mycket lik, men denna är brunvitbandad på ryggen, storfläckig snarare än streckad undertill, roströd på mellersta stjärtpennorna och något mer långnäbbad.
Lätet är likt hårspetten, ett vasst "keech", men ljusare, längre och gnissligare. Vidare hörs en fallande serie med raspiga toner, "keechrchrchrchr", och långa trumvirvlar.

## Utbredning och systematik
Arizonaspett delas in i två underarter med följande utbredning:
- arizonae – förekommer från sydöstra Arizona till nordvästra Mexiko (norra Sinaloa och angränsande Durango)
- fraterculus – förekommer i västra Mexiko (södra Sinaloa och angränsande Durango till Michoacán)

### Släktestillhörighet
Arten placerades tidigare i släktet Picoides, men DNA-studier visar att den inte alls är närbesläktad med typarten i Picoides, tretåig hackspett. Istället hör den till en grupp övervägande amerikanska hackspettar som även inkluderar släktet Veniliornis. Den förs därför nu till ett annat släkte, antingen tillsammans med närmaste släktingarna hårspett, vithuvad hackspett, vulkanspett, tallspett och rökbrun hackspett till Leuconotopicus eller så inkluderas de tillsammans med Veniliornis-arterna i Dryobates.

## Levnadssätt
Fågeln hittas i bergsbelägna skogar med tall och ek. Födan består av insekter, framför allt skalbaggslarver, men även frukt och ekollon. Den ses födosöka mestadels på tall. Fågeln häckar från april till slutet av juni.

## Status och hot
Arten har ett stort utbredningsområde, men tros minska i antal, dock inte tillräckligt kraftigt för att den ska betraktas som hotad. Internationella naturvårdsunionen IUCN listar därför arten som livskraftig (LC). Beståndet uppskattas till i storleksordningen 200 000 vuxna individer.